# Tiro nos Jogos Olímpicos de Verão de 2008 - Carabina três posições masculino
A prova da carabina em três posições a 50 m masculino do tiro dos Jogos Olímpicos de Verão de 2008 foi disputada no dia 17 de agosto no Hall de Tiro de Pequim. 
Nessa prova, cada atirador faz quarenta disparos em cada uma das posições (em pé, deitado e de joelhos) em direção a um alvo a 50m de distância. O alvo tem marcas que vão de 1 a 10, e cada atirador pontua de acordo com a marca que seu tiro atingiu. As oito melhores pontuações se classificam para a final. Nela, cada atirador faz dez disparos, todos de pé. Conquista o ouro o atirador que fizer mais pontos somando os resultados da classificatória e da final.

## Medalhistas
| Ouro   | CHN Qiu Jian        |
| Prata  | UKR Jury Sukhorukov |
| Bronze | SLO Rajmond Debevec |

## Qualificação
| Pos. | Atleta              | País | Deitado | Em pé | De joelhos | Total |
| ---- | ------------------- | ---- | ------- | ----- | ---------- | ----- |
| 1    | Rajmond Debevec     | SLO  | 399     | 386   | 391        | 1176  |
| 2    | Matthew Emmons      | USA  | 399     | 389   | 387        | 1175  |
| 3    | Jury Sukhorukov     | UKR  | 398     | 384   | 392        | 1174  |
| 4    | Qiu Jian            | CHN  | 394     | 387   | 392        | 1173  |
| 5    | Vebjørn Berg        | NOR  | 398     | 383   | 391        | 1172  |
| 6    | Valérian Sauveplane | FRA  | 396     | 384   | 392        | 1172  |
| 7    | Thomas Farnik       | AUT  | 391     | 386   | 394        | 1171  |
| 8    | Mario Knögler       | AUT  | 395     | 386   | 389        | 1170  |
| 9    | Marco De Nicolo     | ITA  | 396     | 389   | 384        | 1169  |
| 10   | Maik Eckhardt       | GER  | 398     | 380   | 391        | 1169  |
| 11   | Stevan Pletikosić   | SRB  | 398     | 378   | 392        | 1168  |
| 12   | Juha Hirvi          | FIN  | 397     | 385   | 386        | 1168  |
| 13   | Gagan Narang        | IND  | 394     | 389   | 384        | 1167  |
| 14   | Artem Khadjibekov   | RUS  | 391     | 383   | 393        | 1167  |
| 15   | Han Jin-seop        | KOR  | 392     | 384   | 391        | 1165  |
| 16   | Toshikazu Yamashita | JPN  | 399     | 382   | 386        | 1167  |
| 17   | Michael Winter      | GER  | 396     | 385   | 385        | 1166  |
| 18   | Sergei Kovalenko    | RUS  | 394     | 382   | 390        | 1166  |
| 19   | Artur Ayvazian      | UKR  | 394     | 385   | 386        | 1165  |
| 20   | Nemanja Mirosavljev | SRB  | 398     | 381   | 386        | 1165  |
| 21   | Beat Müller         | SUI  | 395     | 380   | 389        | 1164  |
| 22   | Jason Parker        | USA  | 393     | 384   | 387        | 1164  |
| 23   | Václav Haman        | CZE  | 391     | 380   | 392        | 1163  |
| 24   | Jia Zhanbo          | CHN  | 394     | 378   | 391        | 1163  |
| 25   | Péter Sidi          | HUN  | 394     | 385   | 384        | 1163  |
| 26   | Sanjeev Rajput      | IND  | 395     | 380   | 387        | 1162  |
| 27   | Yuriy Yurkov        | KAZ  | 395     | 382   | 385        | 1162  |
| 28   | Henri Häkkinen      | FIN  | 390     | 381   | 390        | 1161  |
| 29   | Vitali Bubnovich    | BLR  | 394     | 380   | 387        | 1161  |
| 30   | Espen Berg-Knutsen  | NOR  | 396     | 374   | 390        | 1160  |
| 31   | Park Bong-duk       | KOR  | 398     | 373   | 388        | 1159  |
| 32   | Vitaliy Dovgun      | KAZ  | 398     | 381   | 379        | 1158  |
| 33   | Robert Kraskowski   | POL  | 395     | 373   | 388        | 1156  |
| 34   | Sergei Martynov     | BLR  | 398     | 376   | 382        | 1156  |
| 35   | Marcel Bürge        | SUI  | 396     | 373   | 386        | 1155  |
| 36   | Doron Egozi         | ISR  | 396     | 375   | 384        | 1155  |
| 37   | Jozef Gönci         | SVK  | 394     | 376   | 384        | 1154  |
| 38   | Gil Simkovitch      | ISR  | 395     | 368   | 390        | 1153  |
| 39   | Niccolò Campriani   | ITA  | 395     | 377   | 381        | 1153  |
| 40   | Benjamin Burge      | AUS  | 392     | 373   | 387        | 1152  |
| 41   | Josselin Henry      | FRA  | 388     | 373   | 390        | 1151  |
| 42   | Jonathan Hammond    | GBR  | 395     | 370   | 383        | 1148  |
| 43   | Nedžad Fazlija      | BIH  | 393     | 376   | 379        | 1148  |
| 44   | Petar Gorša         | CRO  | 393     | 377   | 378        | 1148  |
| 45   | Matthew Inabinet    | AUS  | 389     | 376   | 376        | 1141  |
| 46   | Mohamed Amer        | EGY  | 390     | 369   | 376        | 1135  |
| 47   | Eliécer Pérez       | CUB  | 394     | 373   | 367        | 1134  |
| 48   | Ruslan Ismailov     | KGZ  | 388     | 367   | 375        | 1130  |
| 49   | Siddique Umer       | PAK  | 390     | 359   | 367        | 1116  |
| 50   | Tomáš Jeřábek       | CZE  | 0       | 0     | 0          | DNS   |

- DNS: Não iniciou a prova

## Final
| Pos. | Nome                | País | Qual. | 1    | 2    | 3    | 4    | 5    | 6    | 7    | 8    | 9    | 10   | Final | Total  |
| ---- | ------------------- | ---- | ----- | ---- | ---- | ---- | ---- | ---- | ---- | ---- | ---- | ---- | ---- | ----- | ------ |
|      | Qiu Jian            | CHN  | 1173  | 10.2 | 8.8  | 10.5 | 10.6 | 9.3  | 9.4  | 10.0 | 10.3 | 10.4 | 10.0 | 99.5  | 1272.5 |
|      | Jury Sukhorukov     | UKR  | 1174  | 9.5  | 9.5  | 9.8  | 9.9  | 10.1 | 9.1  | 10.2 | 10.1 | 10.4 | 9.8  | 98.4  | 1272.4 |
|      | Rajmond Debevec     | SLO  | 1176  | 7.7  | 10.2 | 7.9  | 9.5  | 10.0 | 10.5 | 9.2  | 10.0 | 9.9  | 10.8 | 95.7  | 1271.7 |
| 4    | Matthew Emmons      | USA  | 1175  | 9.7  | 10.2 | 10.5 | 10.1 | 10.5 | 10.0 | 10.1 | 10.0 | 9.8  | 4.4  | 95.3  | 1270.3 |
| 5    | Thomas Farnik       | AUT  | 1171  | 10.0 | 9.4  | 9.7  | 9.4  | 9.8  | 9.9  | 9.9  | 10.1 | 9.4  | 10.3 | 97.9  | 1268.9 |
| 6    | Mario Knögler       | AUT  | 1170  | 8.2  | 10.1 | 9.4  | 10.2 | 10.2 | 10.3 | 10.4 | 10.2 | 10.1 | 9.3  | 98.4  | 1268.4 |
| 7    | Valérian Sauveplane | FRA  | 1172  | 8.8  | 9.2  | 10.3 | 10.1 | 10.0 | 10.1 | 7.9  | 9.5  | 9.2  | 10.0 | 95.1  | 1267.1 |
| 8    | Vebjørn Berg        | NOR  | 1172  | 9.4  | 8.8  | 8.6  | 10.6 | 8.0  | 10.2 | 9.5  | 9.6  | 10.0 | 9.8  | 94.5  | 1266.5 |